# Bioc
Bioc (cyr. Биоц) – wieś w Serbii, w okręgu zlatiborskim, w gminie Sjenica. W 2011 roku liczyła 66 mieszkańców.